# Casa Comallevosa
La Casa Comallevosa és una obra de Ripoll protegida com a Bé Cultural d'Interès Local.

## Descripció
Casa de planta quadrada amb coberta de teula àrab a quatre vents. Està formada per planta baixa, primer pis i altell o golfes. De les façanes exteriors destaquen les obertures, de punt rodó i amb petites columnes, i baranes de ferro ben treballades. En néixer com a casa d'estiuejants, no pot ser considerada una casa de pagès, com ho prova que al seu interior hi ha una petita capella oratori dedicada a Sant Eudald i que hi hagi un jardí.